# Viborgit

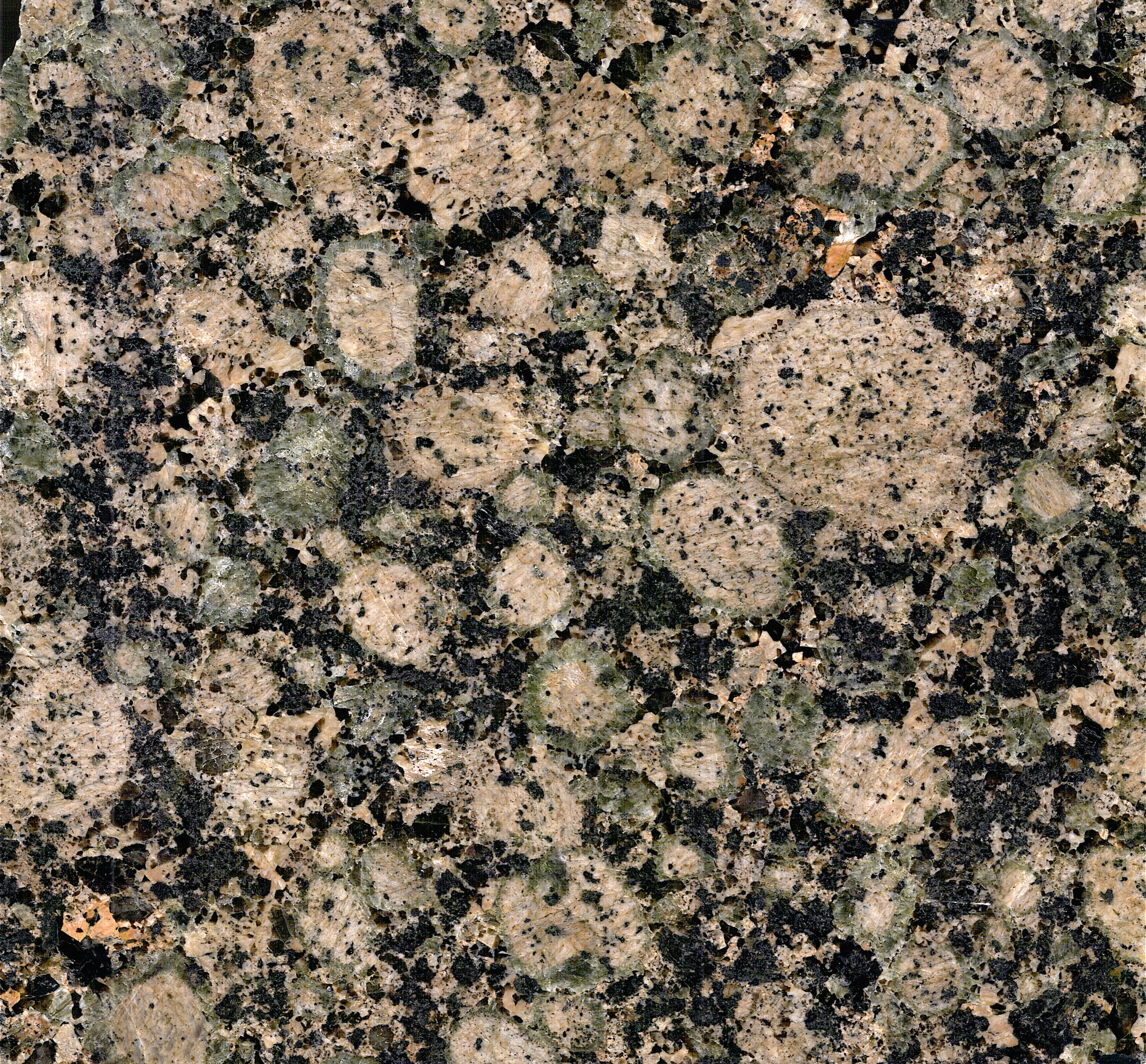
Viborgit från Husu stenbrott, nära Ylämaa

Viborgit är en magmatisk bergart. Bergarten har sitt namn efter staden Viborg i Ryssland. 
Viborgit är en rapakivigranit. Den är den dominerande bergarten i Viborgbatoliten, som är en batolit i sydöstra Finland och in en bit på Karelska näset i Ryssland, vid och under Finska viken. Den täcker ungefär 18 000 kvadratkilometer, varav 12 000 i sydvästra Finland och har en längsta utsträckning på uppemot 200 kilometer i både öst-västlig och nord-sydlig riktning. Bergarterna i batoliten är drygt 1,6 miljarder år gamla.

## Stenindustri
Viborgit utvinns storskaligt i sydöstra Finland sedan 1970-talet, framför allt i den tidigare kommunen Ylämaa och säljs under handelsnamnet "Baltic Brown". Den används framför allt som byggnadssten, inte minst för fasadbeklädnad.

## Bildgalleri

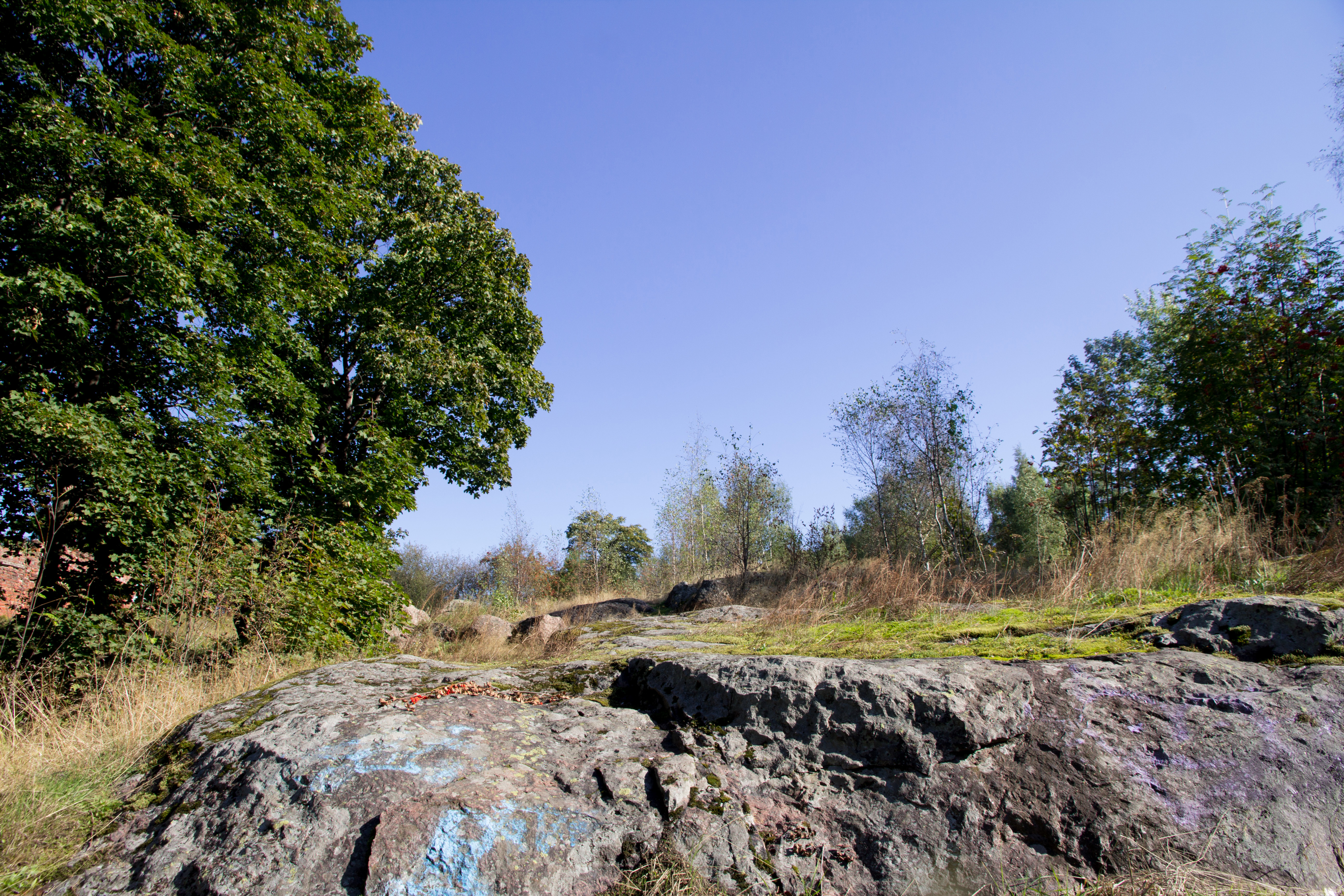
Batteriparken i Viborg
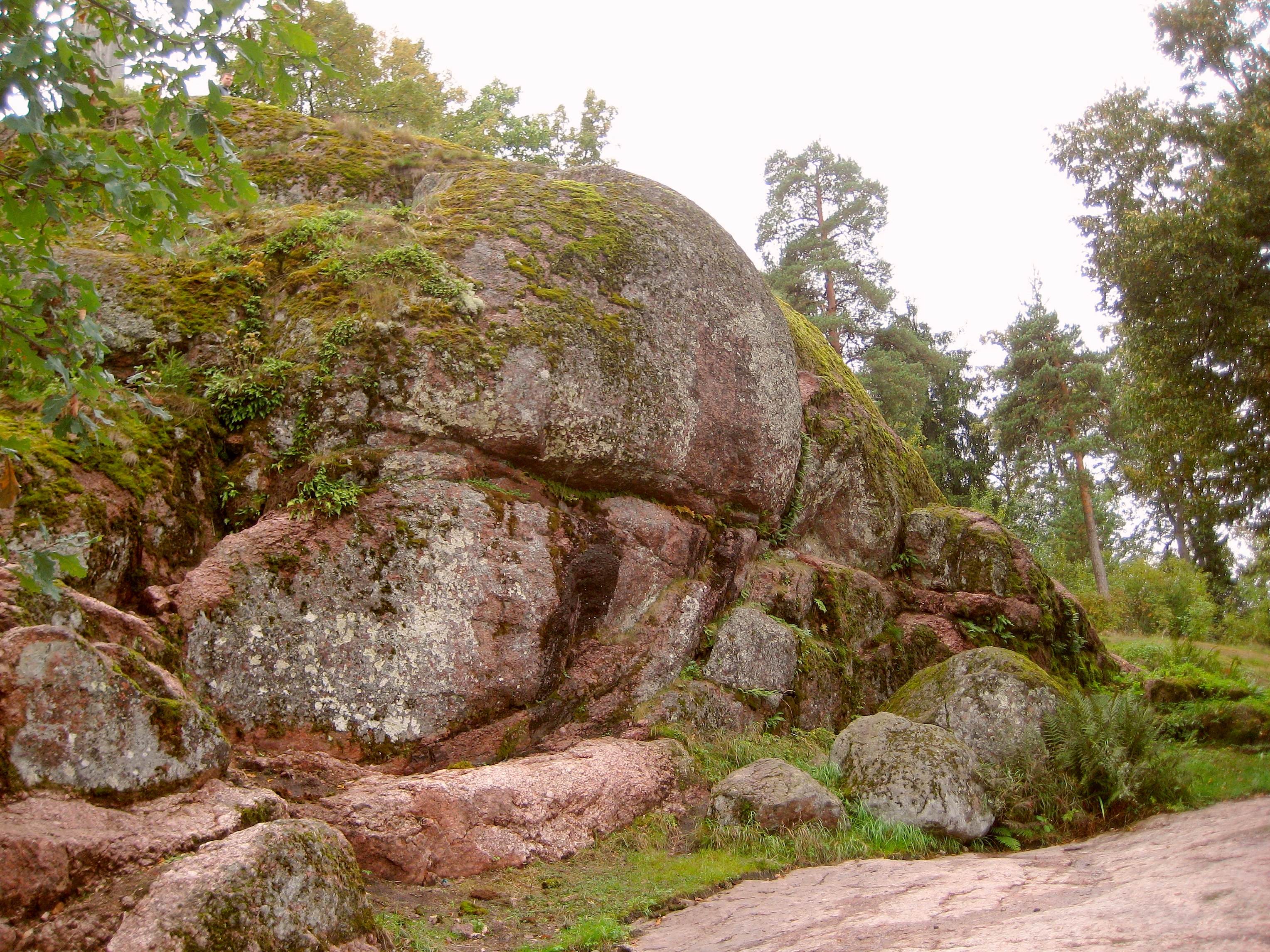
Monreposparken i Viborg
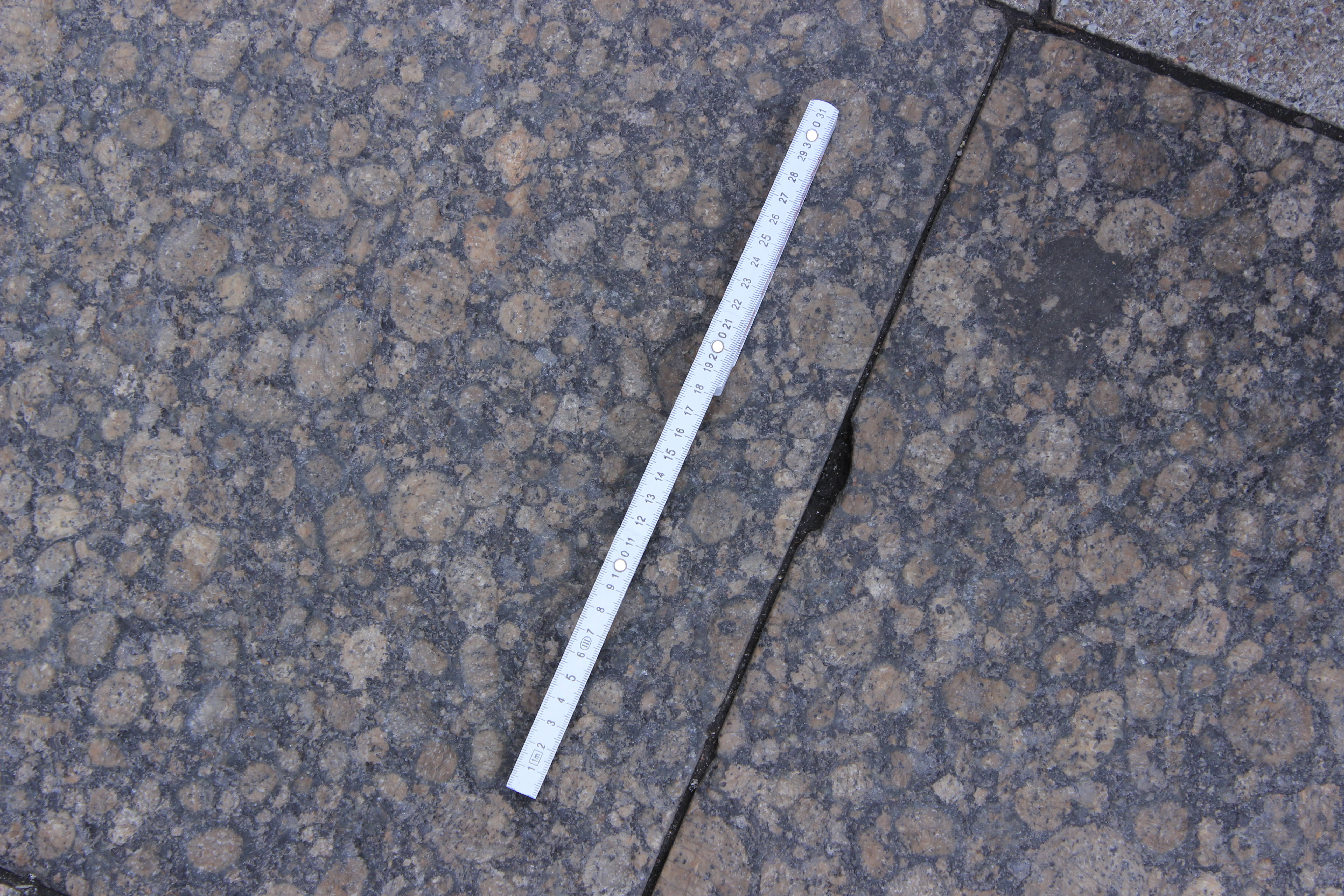
Markbeläggning i Hamburg